# Legyezős koronásgalamb
A legyezős koronásgalamb (Goura victoria) a madarak osztályának galambalakúak (Columbiformes) rendjébe és a galambfélék (Columbidae) családjába tartozó faj.

## Előfordulása
Új-Guinea szigetén él, a szigetnek mind az Indonéziához, mind a Pápua Új-Guineához tartozó részén honos.
A sziget északi részén fordul elő. 
Alföldi esőerdők lakója.

## Alfajai
- Goura victoria victoria
- Goura victoria beccarii

## Megjelenése
Testhossza 75 centiméter. A legnagyobb galambfélék közé tartozik. Vörös szemgyűrűje és sötét szemsávja van. Fejét legyezőszerűen széttárt csipkés tollkorona díszíti. Feje, szárnycsíkja és farkának vége világoskék, mellén bordó folt van, tollazata többi része sötétkék.

## Életmódja
A nehéz testével rosszul repül, ezért a talajon keresgéli gyümölcsökből, magvakból és  bogyókból álló táplálékát.

## Szaporodása
A szaporodási időszakban mély, tompa hangot hallat. A párok násztáncot járnak, majd közösen a fákra építik ágakból és gallyakból álló fészküket.
A tojó egyetlen tojást rak, melyet párjával felváltva 28 nap alatt költ ki. A fiókát is közösen gondozzák. A fiatal madár egy hónapos korában hagyja el a fészkét, de szülei még további egy hónapig etetik.
E galambfaj a galambok között matuzsáleminek számító kort, akár 50 évet is megérhet.
|  |  |  |